# Matthew Needham
Matthew Needham (Kingston upon Thames, 13 aprile 1984) è un attore britannico, attivo in campo televisivo e teatrale.

## Biografia
Ha studiato alla London Academy of Music and Dramatic Art prima di fare il debutto sulle scene recitando con compagnie e in teatri di primo livello come la Royal Shakespeare Company, il National Theatre, l'Almeida Theatre ed il Globe Theatre. Nel 2015 ha recitato con la Royal Shakespeare Company (RSC) negli allestimenti di L'ebreo di Malta di Christopher Marlowe e Sacrificio d'amore di John Ford. L'anno successivo ha recitato accanto a David Tennant in Riccardo II al Barbican Centre di Londra e alla Brooklyn Academy of Music, oltre ad apparire nelle produzioni della RSC di Enrico IV, parte 1 e parte 2 in scena a Pechino, Shanghai e Hong Kong. 
Sempre nel 2016 ha recitato nel cortometraggio Stutterer, che vinse l'Oscar. Nel 2017 ha cominciato a recitare con la compagnia dell'Almeida Theatre, in cui è apparso nei drammi The Treatment, The Wilight Zone ed Estate e Fumo, che è stato poi riproposto nel West End londinese e ha vinto il Laurence Olivier Award al miglior revival di un'opera teatrale. Nel 2019 ha recitato nella produzione inaugurale del Turbine Theatre, in cui ha ricoperto il ruolo del protagonista Arnold nella pièce di Harvey FieRstein Torch Song Trilogy.

## Filmografia

### Cinema
- Il rituale (The Ritual), regia di David Bruckner (2017)
- Napoleon, regia di Ridley Scott (2023)

### Televisione
- Casualty – serie TV, 61 episodi (2007-2009)
- Sherlock – serie TV, 1 episodio (2010)
- The Hollow Crown – miniserie TV, 2 puntate (2016)
- Il giovane ispettore Morse (Endeavour) – serie TV, episodio 4x02 (2017)
- Doctors – serial TV, 1 puntata (2018)
- Chernobyl – miniserie TV, 1 puntata (2019)
- Sanditon – serie TV, 8 episodi (2019)
- House of the Dragon – serie TV (2022-in corso)
- Grandi speranze (Great Expectations) – miniserie TV, 4 puntate (2023)

## Doppiatori italiani
Nelle versioni in italiano delle opere in cui ha recitato, Matthew Needham è stato doppiato da:
- Dimitri Winter in Sanditon, House of the Dragon
- Emiliano Coltorti in Grandi speranze
- Stefano Crescentini in Napoleon